# Anastassija Nikolajewna Gromoglassowa
Anastassija Nikolajewna Gromoglassowa (russisch Анастасия Николаевна Громогласова; * 18. September 1984 in Riga) ist eine russische Pianistin mit lettischer Abstammung.

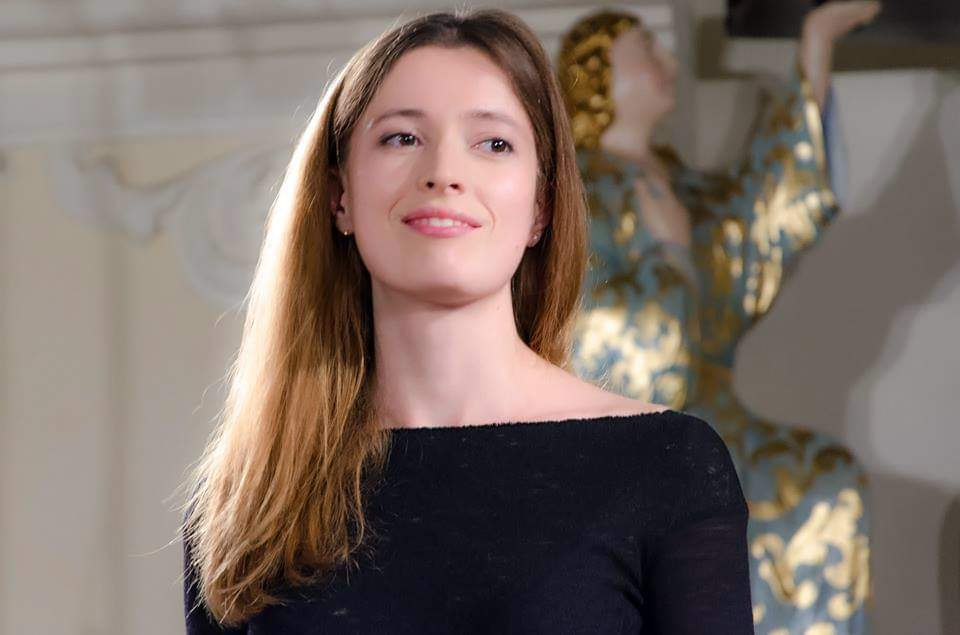
Anastasia Gromoglasova in Italien

## Leben
Anastassija Gromoglassowa wurde am 18. September 1984 in Riga geboren und begann ihr Musik-Studium an der Akademie Medyn im Alter von fünf Jahren. Schon im Alter von sieben Jahren gab sie erste Konzerte in ihrer Geburtsstadt. Im Jahr 1994 zog sie nach Moskau, wo sie die Hochschule für Musik am Moskauer Konservatorium besuchte. Im Jahr 2004 bestand Gromoglassowa die Aufnahmeprüfungen am Moskauer Tschaikowsky-Konservatorium. Im Jahr 2009 schloss sie ihr Studium ab und nahm an einer dreijährigen Post-Laurea teil, was bis 2012 dauerte.
Sie besuchte zudem das Konservatorium Niccolò Piccinni in Bari, ihr Lehrmeister war Emanuele Arciuli.

## Preise und Auszeichnungen

### Klavier-Solo
- 2007: Sie gewann den Internationalen Klavierwettbewerb bei der North London Piano Academy in London.
- 2010: Sie nahm am International Keyboard Institute and Festival in New York City teil, wo sie den Preis Dorothy C. McKenzie Award gewinnt.
- 2011: Gewann in Paris den ersten Preis beim elften internationalen Klavierwettbewerb.
- 2012: Gewann den ersten Preis beim Internationalen Klavierwettbewerb in Castellana Grotte, Bari.

### Klavier-Duo
Seit 2005 gibt Anastassija vierhändige Konzerte mit der Schwester Ljubow, für die sie bereits mehrfach ausgezeichnet wurde:
- 2007 gewannen sie den Internationalen Musikwettbewerb in London (London International Music Competition).
- 2008 gewannen sie den zweiten Preis und einen Sonderpreis beim Wettbewerb Shostakovich Chamber Music and Piano Duo Competition; Im selben Jahr erhielten sie das Diplom beim vierten Internationalen Klavierduo-Wettbewerb in Białystok.
- 2010 erreichten sie nach der Teilnahme am Wettbewerb Allegro Vivo in San Marino das Abschlussdiplom.
- 2011 gewannen sie den ersten Preis beim Internationalen Wettbewerb in Wologda.
- 2012 gewannen sie den ersten Preis beim Internationalen Klavierwettbewerb in Castellana Grotte, Bari.

## Repertoire
Ihr Repertoire umfasst zahlreiche Werke von Bach, Mozart, Mendelssohn, Schubert, Brahms, Chopin und zahlreichen anderen Komponisten.